# Inhulske, Ustînivka
Inhulske (în ucraineană Інгульське) este localitatea de reședință a comunei Inhulske din raionul Ustînivka, regiunea Kirovohrad, Ucraina.

## Demografie
Componența lingvistică a localității Inhulske
     Ucraineană (95,45%)
     Rusă (3,88%)
     Alte limbi (0,67%)
Conform recensământului din 2001, majoritatea populației localității Inhulske era vorbitoare de ucraineană (95,45%), existând în minoritate și vorbitori de rusă (3,88%).